# JS-4
JS-4 jest sovjetski teški tenk razvijen na temelju tenka JS-2. Ime je dobio po sovjetskom vođi Josifu Staljinu.

## Razvoj
Razvoj teškoga tenka JS-4 pokrenut je 1944. godine usporedo s razvojem JS-3. Zapravo je bila riječ o pokušaju poboljšanja tenka JS-2. Novi je projekt dobio oznaku Objekt 701, a razvoj je dodijeljen glavnom projektantu L. S. Trojanovu. Projektanti su se nadali da će, rabeći JS-2 kao osnovu, u samo nekoliko mjeseci uspjeti razviti novi teški tenk, čija će serijska proizvodnja krenuti dovoljno brzo da sudjeluje u zadnjim bitkama II. svjetskog rata. Na ruku im je išao i strah vrha Crvene armije da će vojna industrija nacističke Njemačke uspjeti proizvesti neki novi supertenk. Nijemci su na kraju i uspjeli razviti tenk Tiger II mase 69,8 tona, ali su proizveli samo 487 komada. Osim toga, zbog prevelike mase i nepouzdanosti Tiger II bio je veća opasnost za vlastitu posadu nego za protivnika.
Trojanovljev tim je razvio nekoliko različitih prijedloga za Objekt 701, a tri su i službeno predstavljena Direktoratu za tenkove Crvene armije. Prvi je bio Objekt 701-2 naoružan topom S-34 kalibra 100 mm, mornarički top prilagođen ugradnji u tenk. Objekt 701-5 dobio je drukčije rješenje oklopne zaštite. Objekt 701-6 bio je najkonzervativnije rješenje s topom D-25T kalibra 122 mm, ali kako je bio najmanje rizičan, vrh Crvene armije upravo je njega odabrao za daljnji razvoj. Zatražene su i neke izmjene u prvotnim planovima, prije svega postavljanje debljeg oklopa, dužeg tijela i ugradnja boljeg motora. Debljina oklopa tijela povećana je na 160, a kupole na čak 250 milimetara. Ugrađen je i novi dizelski V-2-IS V-12 motor snage 750 KS, čiji je sustav za hlađenje riješen kao kod njemačkog tenka Panther: ventilatori su smješteni na pokrov iznad motora s hladnjacima za vodu ispod njih. Nakon što bi prošao kroz hladnjake zrak bi strujao preko motora te ga dodatno hladio. Borbeni komplet činilo je samo trideset dvodijelnih granata za top D-25T. Kako bi se spriječilo njihovo nekontrolirano aktiviranje (zbog udarca ili vatre), svaka se granata s pripadajućim barutnim punjenjem držala u zasebnom čeličnom spremniku, a spremnici su zauzimali dodatni prostor unutar kupole i tijela tenka.
Zbog priprema za serijsku proizvodnju JS-3 tenka i približavanja kraja rata razvoj Objekta 701-6 se usporio. Odluka o serijskoj proizvodnji donesena je tek u travnju 1945. te mu je dana službena oznaka JS-4. Velikoserijska proizvodnja pokrenuta je tek 1947. kad je i ušao u operativnu uporabu.
Proizvodnja je zaustavljena 1949. nakon proizvedena samo 200 (neki izvori navode 250) primjeraka. Najviše je bilo zamjerki na premalu brzinu (na dobrom putu mogao je postići 34 km/h) i preslabu pokretljivost. Uz to ostali su i stari problemi s transmisijom koja se redovito kvarila. S obzirom na to da je borbena masa JS-4 bila čak 60 tona to i nije bilo čudno. Zbog tako velike mase JS-4 nije bilo moguće prebaciti preko velike većine tadašnjih sovjetskih mostova, a kamoli prevesti kamionom. Čak bi i prijevoz željeznicom često bio otežan.

## Uporaba
Unatoč tim nedostacima JS-4 je 1950. upućen na Daleki istok gdje je, po Staljinovoj zapovijedi, Crvena armija formirala udarne tenkovske postrojbe namijenjene sudjelovanju u Korejskom ratu. Unatoč kineskom inzistiranju Staljin je na kraju odustao od masovnog uključivanja Crvene armije u Korejski rat bojeći se izazivanja sveobuhvatnog nuklearnog rata sa Sjedinjenim Američkim Državama. Umjesto toga ostavio je snažne oklopne snage na granici između Sjeverne Koreje i Sovjetskog Saveza te dopustio Pekingu da pošalje svoje postrojbe u Koreju. Tako su svi JS-4 ostali na Dalekom istoku gdje su potkraj pedesetih godina prošlog stoljeća modernizirani po ugledu na JS-3M. U operativnoj su uporabi ostali sve do kraja šezdesetih godina prošlog stoljeća.